# Громче, чем бомбы
«Громче, чем бомбы» (англ. Louder Than Bombs) — норвежский драматический фильм режиссёра Йоакима Триера, в главных ролях Изабель Юппер, Джесси Айзенберг и Гэбриел Бирн. Фильм был претендентом на «Золотую пальмовую ветвь», главную награду Каннского кинофестиваля. Также он был показан на Международном кинофестивале в Торонто.

## Сюжет
Прошло три года после гибели Изабель в автомобильной катастрофе. Муж и двое сыновей подавлены горем, но продолжают жить, мучительно осмысляя произошедшую трагедию. Каждый из троих мужчин страдает от груза настоящего и испытывает трудности в повседневности. Муж Изабель не может начать новые отношения, потому что чувствует угрызения совести. Старший сын не в состоянии в полной мере насладиться семейной жизнью и отцовством, младший — школьник-подросток — страдает от одиночества.

## В ролях
- Изабель Юппер — Изабель Рид
- Джесси Айзенберг — Джона Рид
- Гэбриел Бирн — Джин Рид
- Девин Друид — Конрад Рид
- Эми Райан — Ханна
- Дэвид Стрэтэйрн — Ричард

## Производство
21 августа 2014 года сообщалось, что началась подготовка к съёмкам фильма, в Нью-Йорке. Съёмки начались 4 сентября 2014 года, в Нью-Йорке и продлились восемь недель.

## Критика
Фильм получил в основном положительные отзывы от критиков. На сайте «Rotten Tomatoes», фильм получил 73 % рейтинга на основе 119 отзывов, со средней оценкой 6.8/10. Консенсус сайта говорит, что «фильм находит режиссёра Иоахима Триера, использующего способный актёрский состав в погоне за некоторыми высокими драматическими целями, даже если его амбиции иногда уклоняются от его рук». На сайте «Metacritic», фильм имеет оценку 70 из 100, основанную на 32 отзывах.